# تفتيش ثان (كفر سعد)
تفتيش ثان هي إحدى قرى مركز كفر سعد التابع لمحافظة دمياط بجمهورية مصر العربية.